# TK-3
TK-3 (również TK) – polska tankietka z czasów dwudziestolecia międzywojennego. Obok czołgu 7TP była podstawową bronią polskich sił pancernych. Konstrukcyjnie oparta była na angielskiej tankietce Carden-Loyd. Seryjna produkcja tych pojazdów odbywała się w fabryce Ursus w Czechowicach pod Warszawą. W latach 1931–1933 powstało ok. 300 tych wozów. W oparciu o TK-3 powstały prototypowe pojazdy – tankietka z wieżą (TKW) i działo samobieżne (TKD), a także głęboko zmodernizowana tankietka TKS. W roku 1938 tankietki TK-3 wykorzystywano w operacji zajmowania Zaolzia. Podczas kampanii wrześniowej ok. 470 tankietek TK-3 i TKS służyło głównie do zadań rozpoznawczych i patrolowych, poza tym do wspierania atakującej kawalerii i piechoty, a także do osłony wycofujących się jednostek. Do września 1939 jedynym użytkownikiem tych tankietek było Wojsko Polskie. Po kampanii wrześniowej część wozów trafiła do armii niemieckiej oraz węgierskiej.

## Historia

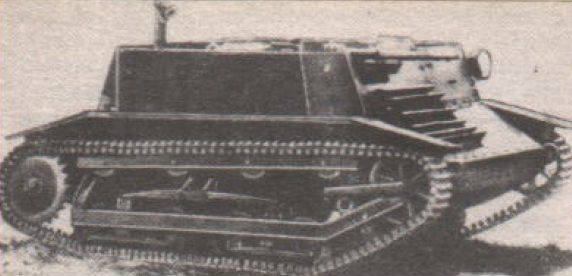
Prototypy polskiej tankietki: TK-1

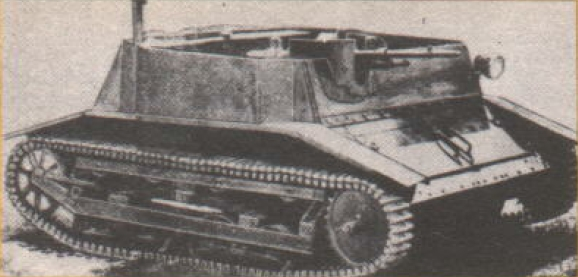
... i TK-2

Pod koniec lat 20. XX wieku polskie Ministerstwo Spraw Wojskowych zainteresowało się pojazdem stworzonym przez dwóch brytyjskich konstruktorów: Johna Cardena oraz Viviana Loyda. Był to mały, gąsienicowy pojazd, który nazwano tankietką (ang. tankette). Po podjęciu rozmów z przedsiębiorstwem Vickers-Armstrong (koncern ten w marcu 1928 roku wykupił firmę Carden-Loyd Tractor Company), z inicjatywy płk. Tadeusza Kossakowskiego udało się sprowadzić jeden model wzorcowy tankietki Carden-Loyd Mk. VI, a potem zamówiono jeszcze 10 kolejnych pojazdów tego typu. Pierwszy pokaz tankietki miał miejsce 20 czerwca 1929 roku na poligonie w Rembertowie.
Wkrótce też postanowiono opracować własną konstrukcję tego typu, wzorując się na tankietkach Carden-Loyd. Na początku lat 30. XX wieku powstały dwa prototypy oznaczone jako TK-1 oraz TK-2. Prototypy różniły się zasadniczo konstrukcją podwozia oraz silnikiem. TK-1 miał tylne koła napędowe oraz silnik pochodzący z Forda A o mocy 40 KM, zaś w TK-2 miał koła napędowe z przodu (tak jak w angielskim pierwowzorze) oraz silnik z Forda T o mocy 22,5 KM. Uzbrojeniem obu pojazdów był karabin maszynowy wz. 25. W obu pojazdach nadwozie było od góry odkryte, co zamierzano zmienić w kolejnym prototypie.
Po serii prób, 19 września 1930 roku Biuro Konstrukcyjne Broni Pancernych WIBI otrzymało polecenie budowy przekonstruowanego prototypu z całkowicie zamkniętym nadwoziem, lepszym mocowaniem uzbrojenia, napędem przednim i poprawionym układem kierowania. Powstały tak prototyp oznaczono czołg wz. 31 (później zmieniono oznaczenie na TK-3) i ostatecznie stał się on modelem wzorcowym dla tankietek seryjnych.
Tankietka pod nazwą lekki czołg rozpoznawczy TK-3 w lipcu 1931 roku oficjalnie została przyjęta na uzbrojenie Wojska Polskiego. Pierwsze pięć pojazdów wojsko otrzymało 11 sierpnia 1931 roku, zaś kolejne dziesięć – dwa dni później. Wozy te stanowiły pierwszą partię seryjną, w założeniu przeznaczoną do szkolenia załóg. Z tego powodu wykonano je z blach żelaznych (w miejsce normalnych pancernych), co pozwoliło zmniejszyć koszty produkcji oraz skrócić czas realizacji. Pozostałe TK-3 wykonywano już z normalnych blach pancernych.
31 sierpnia 1931 roku trzy plutony po pięć tankietek TK-3 wysłano na ćwiczenia doświadczalne. Ogólne opinie na temat nowych pojazdów były dobre. Chwalono manewrowość wozów oraz trudną wykrywalność z powietrza. Zlecono wyposażenie przynajmniej jednej tankietki w plutonie w najcięższy karabin maszynowy lub działko, tak aby mogła ona być osłoną przeciwpancerną dla innych wozów, jednak w tym czasie odpowiednią do tego konstrukcją nie dysponowano.
Ogółem w latach 1931–1933 w zakładach Ursus S.A. zbudowano, a następnie dostarczono Wojsku Polskiemu łącznie ok. 300 tankietek TK-3, z czego 15 egzemplarzy to wozy wykonane z blach żelaznych. Te ostatnie wykorzystano potem przy pracach nad zmodernizowanymi odmianami tankietki TK-3.
Tankietki TK oferowano też do sprzedaży zagranicznej. We wrześniu 1932 roku spółka SEPEWE otrzymała informację o zainteresowaniu Jugosławii tankietkami TK-3. W grudniu przedstawiono stronie jugosłowiańskiej wstępne propozycje zawierające m.in. oferowaną cenę pojedynczego egzemplarza (37 000 zł). W odpowiedzi na to Belgrad wyraził zainteresowanie pozyskaniem sześciu tankietek wraz z częściami zapasowymi, ale bez uzbrojenia. Ponadto wysłano zapytanie, czy istnieje możliwość dostarczenia jednego pojazdu do prób. Strona polska opacznie zrozumiała zapytanie i natychmiast wysłała jedną tankietkę TK-3 do Jugosławii. Pokaz możliwości pojazdu odbył się w lutym 1933 roku, co było okresem mocno niedogodnym. Ponadto nie zdążono przeprowadzić odpowiednich przygotowań i zaznajomić wysłanej z pojazdem ekipy z uwarunkowaniami terenowymi Jugosławii. Mimo to ostateczne wyniki prób okazały się pozytywne i jugosłowiańskie Ministerstwo Wojska i Marynarki wyraziło zainteresowanie pozyskaniem tankietek TK-3 uzbrojonych w karabiny maszynowe M.26 kal. 7,9 mm. Na przeszkodzie stanęły ograniczone środki finansowe Jugosławii i do sprzedaży nie doszło. Ostatecznie zamiast polskich tankietek w roku 1937 zakupiono od Czechosłowacji czołgi S-I-d.
W trakcie służby tankietek TK-3 w Wojsku Polskim ujawniły się wady konstrukcji. Obserwacja z czołgu była bardzo trudna, zwłaszcza pod ogniem nieprzyjacielskim. Ponadto opancerzenie tankietki było niewystarczające. Przeprowadzone w roku 1932 próbne ostrzelanie pojazdu zwykłą amunicją karabinową wykazało dużą liczbę odprysków metalowych, zerwanie śrub mocujących oraz zniszczenie okienek obserwacyjnych. Jednak przebić blach nie zaobserwowano. Ostrzał polską amunicją przeciwpancerną z odległości poniżej 300 m wykazywał już czyste przebicia. Za to odłamki granatów moździerzowych dla tankietek nie były groźne.
W roku 1932 powstał prototyp drezyny pancernej TK, czyli pojazd TK-3 umieszczony na prowadnicy szynowej. Testy dały pozytywne rezultaty, jednakże takie zastosowanie wozów TK-3 ujawniło kolejną wadę – bardzo małe pole ostrzału. Tankietka na prowadnicy mogła prowadzić ogień tylko na wprost, aby prowadzić ogień na boki TK-3 musiał zjechać z prowadnicy.
Wady te postanowiono wyeliminować i rozpoczęto prace nad zmodernizowanymi wersjami. Pozytywnie zakończyła się próba zastosowania w tankietce TK-3 nowego, mocniejszego silnika Polski Fiat 122AC – w roku 1933 powstało co najmniej 18 tak zmodyfikowanych egzemplarzy oznaczonych jako TKF. W roku 1939 pojawił się zamysł, aby w nowe silniki wyposażyć wszystkie posiadane wozy TK-3, jednakże ostatecznie z tego pomysłu zrezygnowano. Problem z ograniczonym polem ostrzału próbowano rozwiązać tworząc prototyp tankietki TK-3 z uzbrojeniem umieszczonym w obrotowej wieży. Próby z tym pojazdem oznaczonym jako TKW prowadzono w latach 1932–1935, jednak konstrukcja ta miała szereg niedoskonałości i ostatecznie z niego zrezygnowano.
Powstał też projekt całościowej modernizacji. Taki projekt został opracowany w Biurze Projektów PZInż. pod kierownictwem inż. Edwarda Habicha. Objął on przebudowę kadłuba (m.in. zastosowanie grubszego opancerzenia) i podwozia, zastosowanie jarzma kulistego inż. J. Napiórkowskiego oraz peryskopu odwracalnego. Napędem tankietki został silnik Polski Fiat 122AC. Produkcję tak zmodernizowanych pojazdów (pod oznaczeniem TKS) rozpoczęto w roku 1933 w miejsce dotychczasowej produkcji tankietek TK-3.
Ponadto na bazie tankietki TK-3 powstał jeszcze jeden pojazd – eksperymentalne działo samobieżne TKD. W roku 1932 inż. J. Łapuszewski z BK Br. Panc. WIBI ukończył projekt takiego pojazdu. Uzbrojeniem wozu była armata wz. 25 kal. 47 mm. Podejmowano też próby z zastosowaniem armaty wz. SA i krótkolufowej armaty 3-funtowej, pochodzącej z czołgu Vickers E. Powstały cztery pojazdy tego typu, z których następnie uformowano pluton doświadczalny w składzie Doświadczalnej Grupy Pancerno-Motorowej.

## Opis techniczny

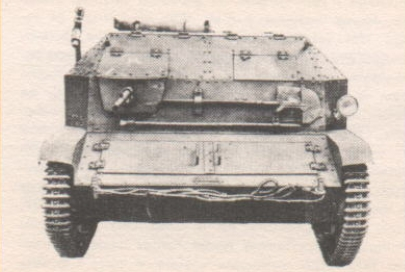
Seryjny TK-3, widok z: przodu

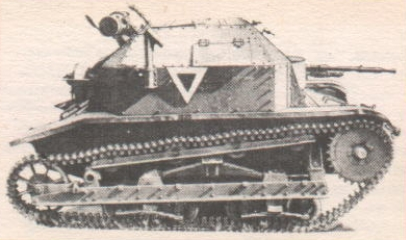
...boku

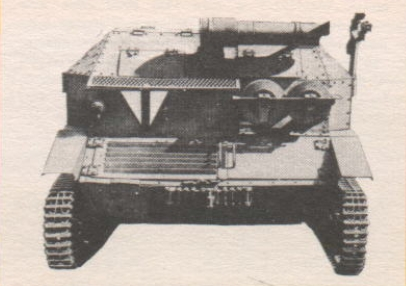
...i tyłu.

Tankietka TK-3 miała długość całkowitą 2580 mm, szerokość 1780 mm oraz wysokość 1320 mm. Prześwit wynosił 300 mm. Pojazd miał masę 2,43 tony. Szerokość zastosowanych gąsienic to 140 mm. Załogę stanowiły dwie osoby: dowódca-strzelec siedzący po prawej oraz kierowca siedzący po lewej stronie.
Pancerz TK-3 był wykonany z walcowanych płyt ulepszanych. Z przodu miał on grubość od 6 do 8 mm, podobnie z tyłu. Pancerz na bokach miał 8 mm grubości, zaś pancerz górny i dno od 3 do 4 mm grubości. Opancerzenie to było jednak niewystarczające. Na dystansie poniżej 300 m bez trudu przebijały je karabinowe pociski przeciwpancerne. Natomiast ogień moździerzy nie był groźny dla tankietek, chyba że uzyskanoby bezpośrednie trafienie (takie wycelowanie moździerza byłoby praktycznie niemożliwe). Podobnie miała się sprawa z ostrzałem z dział polowych. Pancerz skutecznie chronił przed odłamkami ich pocisków, jednak trafienie bezpośrednie strzałem płaskotorowym ze względu na niską sylwetkę pojazdu byłoby trudne.
Tankietka TK-3 napędzana była 4-suwowym silnikiem gaźnikowym Ford A o pojemności skokowej 3285 cm³ i mocy 40 KM przy 2200 obr./min. Dzięki niemu w idealnych warunkach TK-3 mógł rozwinąć prędkość 46 km/h. Jednak praktyczna prędkość jazdy po drodze o nieutwardzonej nawierzchni wynosiła ok. 30 km/h, zaś po drogach polnych – 20 km/h. W terenie płaskim i względnie równym tankietka rozwijała prędkość 18 km/h, natomiast w terenie pofałdowanym i zakrzaczonym – tylko 12 km/h. Zbiornik paliwa miał pojemność 60 l, co zapewniało zasięg po drodze wynoszący 200 km, w terenie zaś – 100 km.
Wóz TK-3 był zdolny pokonywać wzniesienia o dobrze związanym zboczu nachylonym do 42°, a także rowy o szerokości do 1 m. W przypadku przeszkód wodnych tankietka bez problemu mogła pokonywać brody o głębokości do 40 cm (o ile dno było dostatecznie twarde). Przy stosunkowo szybkim przejeździe można było pokonać brody o głębokości nawet do 70 cm, jednakże trzeba było uważać, by przez nieszczelny kadłub nie dostała się woda i nie zalała silnika. Tankietka dobrze radziła sobie z przejazdem przez krzaki i młode zagajniki – pnie o średnicy do 10 cm pojazd przewracał lub łamał. Przeszkodę nie do pokonania mogły za to stanowić leżące pnie o średnicy 50 cm. Pojazd dobrze sobie radził z zasiekami – niskie przejeżdżający czołg wgniatał w ziemię, wysokie zaś były przez niego niszczone. Promień skrętu tankietki nie przekraczał 2,4 m, zaś nacisk jednostkowy 0,56 kg/cm².
Obserwacja z czołgu była trudna, nie zastosowano żadnych mechanicznych przyrządów obserwacyjnych i korzystano wyłącznie z okienek i szczelin obserwacyjnych. Szczeliny miały szerokość tylko 2 cm, co podczas znajdowania się pod ostrzałem powodowało dużo kłopotów z wyszukiwaniem celów oraz utrzymywaniem łączności wzrokowej z innymi pojazdami. Z uwagi na niewielką wysokość tankietki podczas przejazdów np. przez zboże dowódca musiał otworzyć górne klapy i siąść na nich, narażając się na ostrzał.
Podstawowym uzbrojeniem tankietki był ciężki karabin maszynowy wz. 25 z zapasem 1800 naboi (15 skrzynek po 120 naboi w taśmach). Skuteczny ogień w ruchu pojazdy TK-3 mogły otworzyć na dystansie poniżej 200 m. Przy zatrzymaniu się na odpowiednio długi czas zasięg skutecznego strzału wydłużał się do 500 m. Ponadto w części pojazdów jako broń zapasową przewożono rkm Browning wz. 28. Po prawej stronie tankietki TK umieszczone było jarzmo przeciwlotnicze, w którym w razie potrzeby można było zamontować zarówno ckm wz. 25, jak i rkm wz. 28. Uzbrojeniem indywidualnym załogi były dwa pistolety, we wrześniu 1939 roku były to głównie VIS-y.

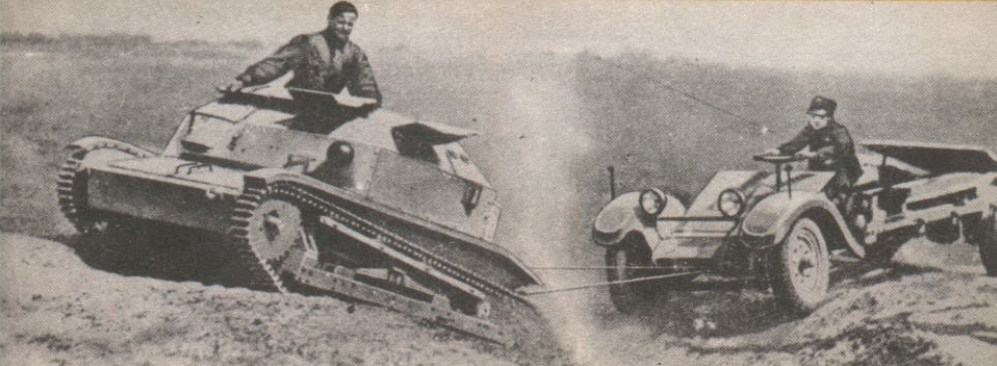
Tankietka TK-3 holująca autotransporter

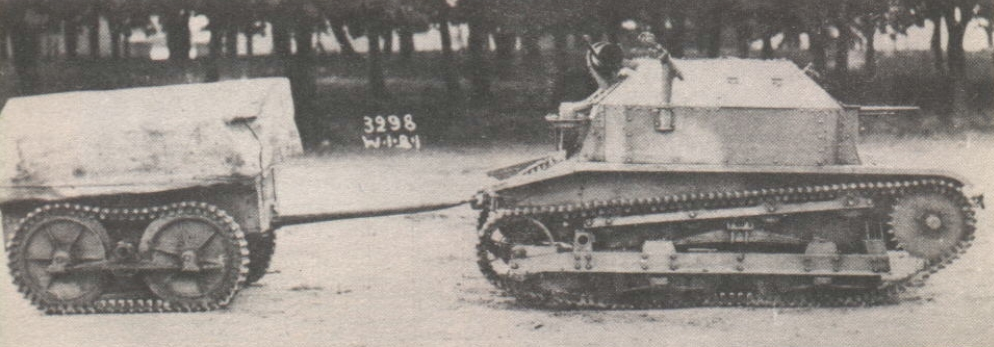
TK-3 z przyczepką gąsienicową

Wykonane ze stali Hadfielda gąsienice pojazdów TK-3 były bardziej wytrzymałe od tych zastosowanych w pierwowzorze – tankietce Carden-Loyd. Aby jednak zmniejszyć zużycie gąsienic oraz bieżników kół jezdnych, resorów i łożysk podczas poruszania się po drogach utwardzonych, polscy inżynierowie opracowali specjalne podwozie, tzw. autotransporter. Było to czterokołowe podwozie wykorzystujące elementy ciężarówki Ursus. Wszystkie koła miały ogumienie pneumatyczne. Autotransporter nie miał własnego silnika, napęd pochodził z mocy silnika tankietki, przeniesionego za pomocą specjalnej przekładni. Skręty wykonywano wykorzystując mechanizmy skrętu czołgu. W sytuacji gdy tankietka poruszała się na gąsienicach, mogła holować na linie autotransporter, którym kierował dowódca pojazdu za pomocą składanej kierownicy. Szybko okazało się, że to rozwiązanie jest kłopotliwe w użyciu. Zamiast tego do transportu tankietek zastosowano specjalnie zmodyfikowane ciężarówki Ursus, Polski Fiat 621L oraz Saurer. Powstało od kilku do kilkunastu egzemplarzy autotransporterów.
Do użycia z tankietkami TK-3 i TKS opracowano też kilka konstrukcji tzw. przyczepek towarzyszących. Początkowo były to przyczepki gąsienicowe, jednakże ze względu na duże opory podczas toczenia w roku 1939 zalecono, aby przebudować je do wersji kołowej. Wykorzystywano je do przewozu amunicji, zaopatrzenia, paliwa, radiostacji oraz żołnierzy.

## Warianty i modernizacje

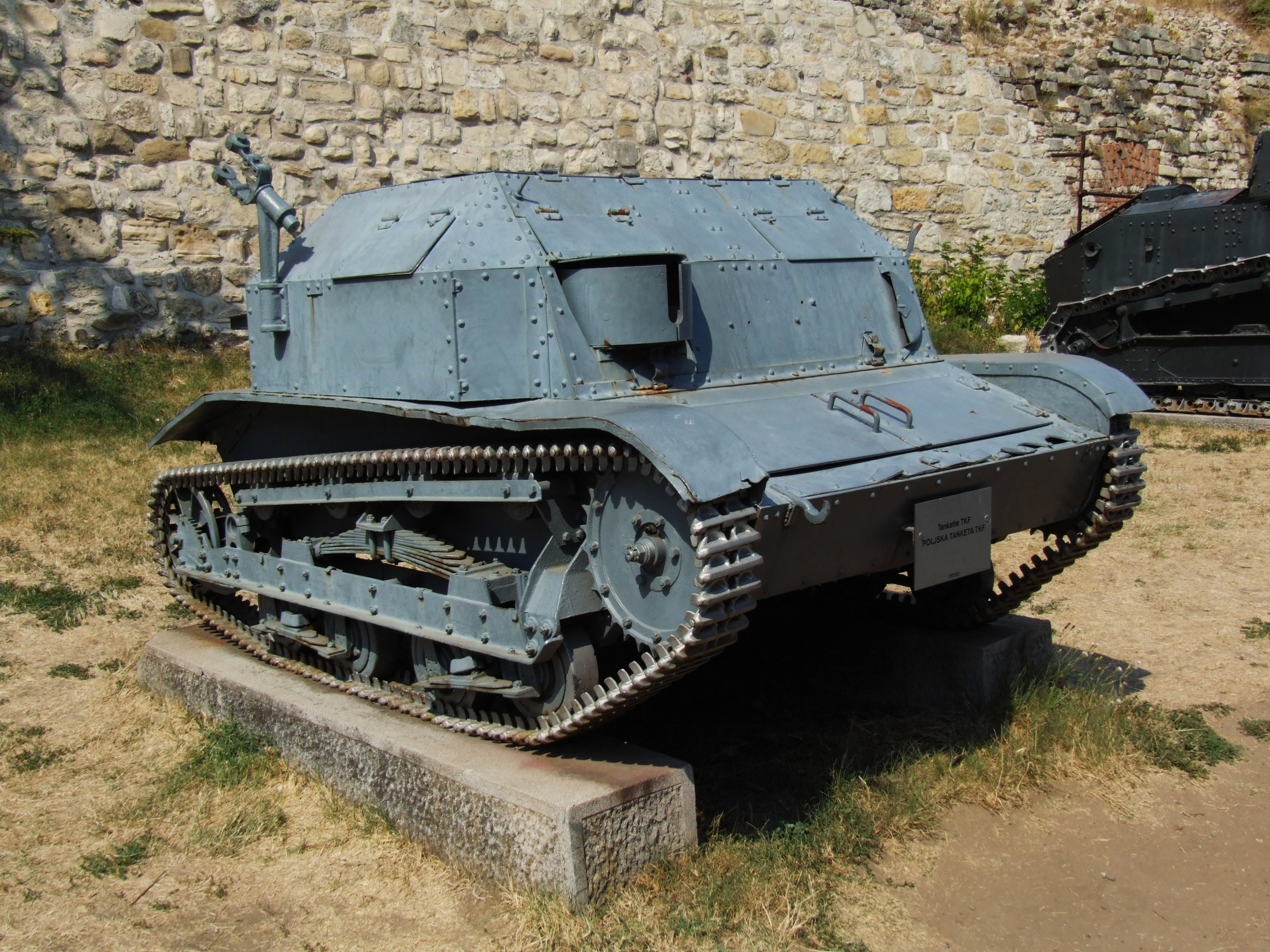
TKF znajdujący się w muzeum w Belgradzie. Rok 2012

### Warianty seryjne
- TK-3 – wariant podstawowy produkowany w latach 1931–1933.
- TKF – wariant z silnkiem Polski Fiat 122AC w miejsce dotychczasowego Ford A. Powstało co najmniej 18 pojazdów w tym wariancie.

### Modernizacje
- TKD – prototypowe, działo samobieżne na bazie tankietki TK-3. Uzbrojeniem była armata wz. 25 kal. 47 mm
- TKW – próba przerobienia tankietki TK-3 na czołg z obrotową wieżą. Projekt zaniechano po wybudowaniu jednego prototypu.
- TKS – głęboka modernizacja tankietki TK-3 obejmująca, m.in. przebudowę podwozia, nowe opancerzenie oraz zastosowanie silnika Polski Fiat 122AC. Wdrożona do produkcji seryjnej.

### Inne wersje

#### TK-3 z działkiem 20 mm

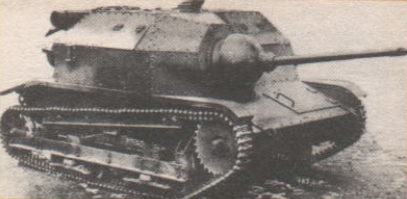
Tankietka TK-3 uzbrojona w działko kal. 20 mm

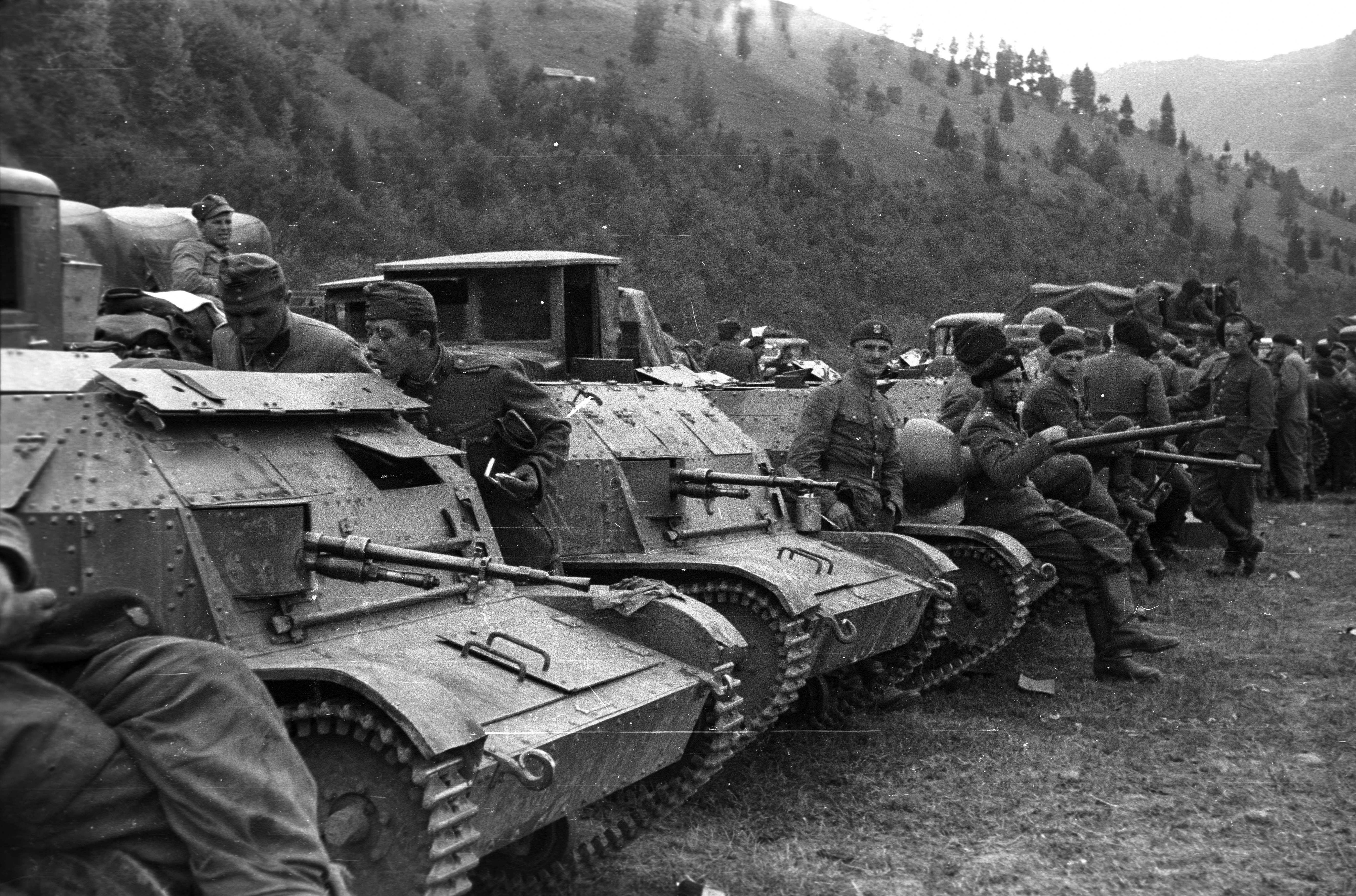
Polscy pancerniacy po przegranej kampanii wrześniowej internowani na Węgrzech w 1939. Widoczne dwie tankietki TKF oraz dwie TK-3 z działkiem 20 mm.

Badania nad uzbrojeniem tankietek w cięższą broń, przeznaczoną do walki z celami opancerzonymi prowadzono już w roku 1931. Wtedy to przeprowadzono badania dotyczące uzbrojenia pojazdów w karabin maszynowy Hotchkiss wz. 30. Karabin ten został osadzony w tankietce, w jarzmie kulistym, ponadto wyposażono go w specjalną lunetę celowniczą. Następnie przeprowadzono testy, których wyniki nie były pomyślne – broń miała zbyt duży odrzut, a także miała za małe zdolności w przebijaniu pancerzy. Taki obrót sprawy spowodował przerwanie dalszych prac nad uzbrojeniem czołgów TK w tę broń. Do próby uzbrojenia tankietek w broń przeciwpancerną powrócono w połowie lat 30. XX wieku. Rozpoczęto wówczas badania nad wyposażeniem tankietek TK-3 i TKS w nową broń – działka kalibru 20 mm (według ówczesnej nomenklatury najcięższy karabin maszynowy). Spośród różnych konstrukcji tego typu wyróżniało się działko Solothurn S18-100 (właściwie rusznica przeciwpancerna). Innymi rozpatrywanymi działkami były konstrukcje przedsiębiorstw Madsen i Oerlikon, jednak ze względu na większe gabaryty nie zmieściłyby się one w tankietce. W roku 1935 Polska zakupiła cztery działka Solothurn S18-100. Następnie poddano je testom, które potwierdziły dobrą przebijalność pancerza oraz dużą celność i skupienie. Wobec tego zdecydowano się na budowę prototypu tankietki uzbrojonej w działko Solothurn. Do tego celu użyto czołgu TK-3 z dobudowanym wykuszem, co upodobniło ją do tankietki TKS. Strzelania próbne przeprowadzono w lutym 1936. Ich pozytywny wynik spowodował dalsze prace nad zastosowaniem działek kalibru 20 mm jako uzbrojenie tankietek. Wojsko jednak nie było przekonane co do skuteczności działek tego kalibru, polecano uzbroić je w broń o większym kalibrze, np. w 37 milimetrową armatę Boforsa. Konstruktorzy argumentowali, że uzbrojenie tankietek w taką broń jest nierealne ze względu na niechybne przeciążenie konstrukcji.
Ostatecznie Dowództwo Broni Pancernych podjęło decyzję, że należy część posiadanych tankietek przezbroić w działka kal. 20 mm, lecz polskiej konstrukcji. Broń taka od roku 1936 była opracowywana przez zespół pod kierownictwem inż. Bolesława Jurka. Prototyp ukończono w roku 1937, zaś próby przeprowadzono w roku następnym. Parametry polskiego nkm-u przewyższały konstrukcje szwajcarskie. Broń tę wykorzystano w kolejnym prototypie TK-3 z wykuszem, a potem w nowe działko uzbrojono także prototyp TKS. Wyniki tych prób były pozytywne, dlatego też z początkiem kwietnia 1939 roku rozpoczęto realizację przezbrojenia pierwszych 100 tankietek w nową broń oznaczoną jako nkm wz. 38FK model A. Plan zakładał, że w początkowej fazie przezbrojonych zostanie po pięć tankietek z każdej kompanii i szwadronu. Potem miały zostać przezbrojone pozostałe TKS-y, a na samym końcu, stopniowo, czołgi TK-3. Jednak do wybuchu wojny zdołano przezbroić tylko 20–24 tankietki. Najprawdopodobniej w większości były to tankietki TKS. Z pewnością jednak powstała co najmniej jedna tankietka TK z działkiem kal. 20 mm (prototyp z 1938 roku). Seryjne przezbrajanie czołgów TK-3 w nkm wz. 38FK miało się rozpocząć w październiku lub we wrześniu 1939 roku.

#### TK-3 z radiostacją
Powstała też wersja tankietki TK-3 wyposażona w radiostację. Modyfikacja ta polegała na zainstalowaniu zespołu radiostacji umożliwiającego uzyskanie łączności radiotelefonicznej z pojazdami wyposażonymi w radiostacje N2 (m.in. pociągi pancerne). Zestaw radiostacji montowany w tankietkach TK-3 składał się z: nadajnika RKB/c wz. 34, odbiornika RKB/c wz. 34, źródła zasilania (przetwornica prądu stałego, dwa akumulatory przetwornikowe, akumulator żarzenia, bateria anodowa) oraz kabli i bambusowego masztu antenowego. Takie wyposażenie zapewniało łączność foniczną pomiędzy dwoma radiostacjami RKB/c na odległość od 1,5 km (podczas ruchu) do 5 km (podczas postoju). Bez wymiany źródeł zasilania nadajnik mógł pracować ciągle przez 4 godziny, zaś odbiornik przez 150 godzin.
Wyposażenie tankietki TK-3 w radiostację wymagało przebudowy pojazdu. Akumulator rozruchowy był przenoszony w dotychczasowe miejsce skrzynki narzędziowej. Natomiast nowa skrzynka narzędziowa mocowana była na przedzie, lewego błotnika. W pierwotnym miejscu akumulatora rozruchowego umieszczano źródła zasilania radiostacji. Ponadto zmieniono miejsce mocowania uchwytu do strzelania przeciwlotniczego oraz dodano uchwyt masztu antenowego. Te modyfikacje spowodowały, że zapas przewożonej amunicji zmalał z 1800 do 1080 nabojów.

## Użytkownicy

### TK-3 w Wojsku Polskim

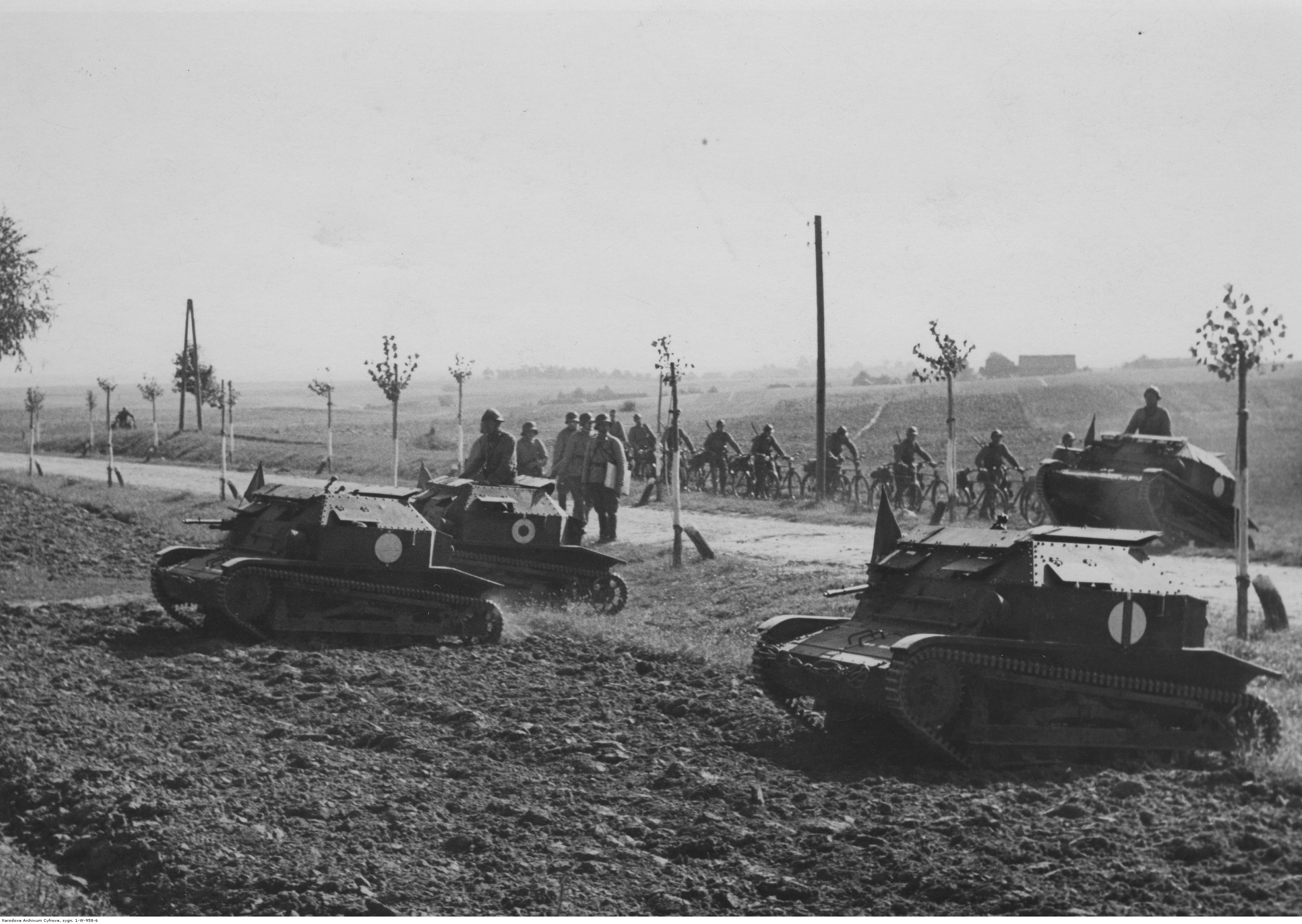
Formacja tankietek TK-3 podczas jesiennych manewrów na Wołyniu. Rok 1938.

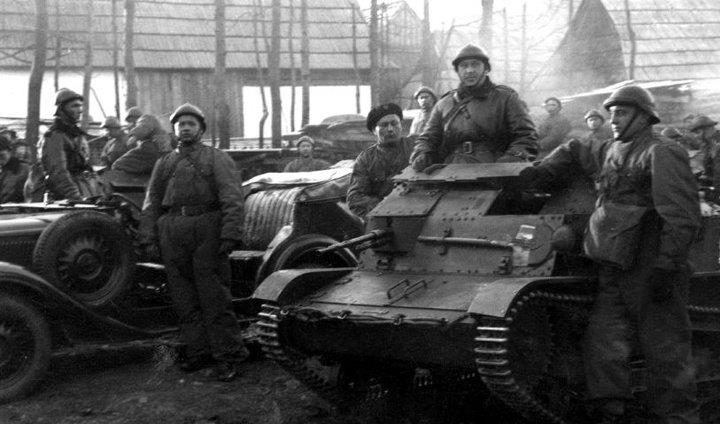
Akcja zajmowania Zaolzia. Oddziały 10 Brygady Kawalerii w czasie postoju w Jurgowie.

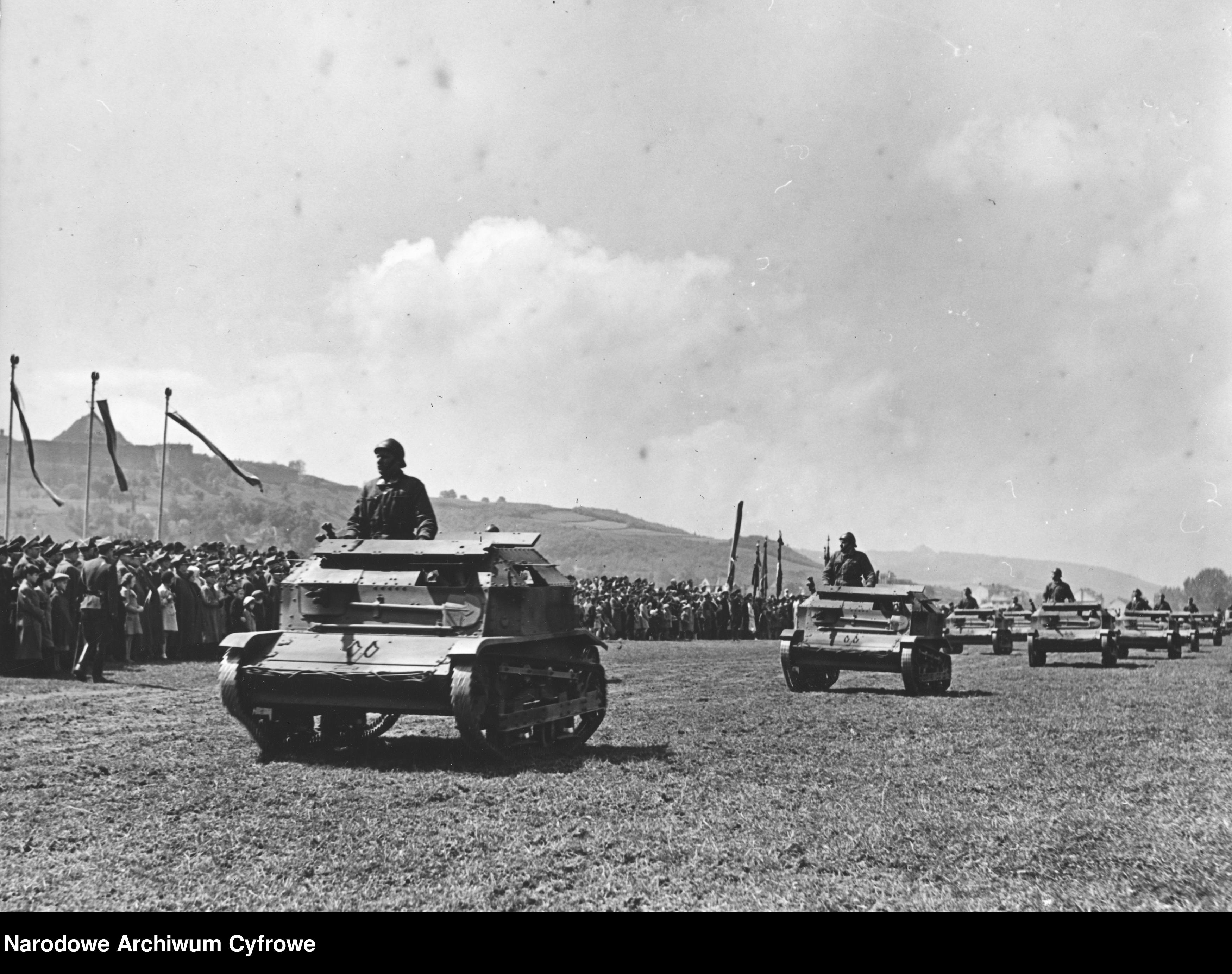
Defilada tankietek TK-3 w Krakowie. 3 maja 1939 roku.

Tankietki TK-3 oficjalnie zostały przyjęte do uzbrojenia Wojska Polskiego w lipcu 1931 roku. Łącznie do Wojska Polskiego trafiło ok. 300 tankietek TK-3.
W roku 1938 tankietki TK-3 wykorzystywano w operacji zajmowania Zaolzia. Znajdowały się one w jednostkach zgrupowanych w Samodzielnej Grupie Operacyjnej „Śląsk”.
W czasie pokoju obok tankietek TKS i czołgów 7TP pojazdy TK-3 znajdowały się na wyposażeniu batalionów pancernych oraz Centrum Wyszkolenia Broni Pancernych. Kilkadziesiąt tankietek z prowadnicami kolejowymi znajdowało się też w dywizjonach pociągów pancernych. Wspomniane bataliony pancerne podczas mobilizacji miały zorganizować jednostki bojowe wyposażając je we właściwy sprzęt i ludzi.
W sierpniu i wrześniu 1939 bataliony pancerne zmobilizowały następujące jednostki wyposażone w tankietki TK-3:
- 1 Batalion Pancerny zmobilizował jednostki:
  - Szwadron Czołgów Rozpoznawczych nr 71 przydzielony do 71. Dywizjonu Pancernego Wielkopolskiej Brygady Kawalerii (Armia „Poznań”).
  - 71 Samodzielna Kompania Czołgów Rozpoznawczych przydzielona do 14. Dywizji Piechoty (Armia „Poznań”).
  - 72 Samodzielna Kompania Czołgów Rozpoznawczych przydzielona do 17. Dywizji Piechoty, później podporządkowana 26. Dywizji Piechoty (Armia „Poznań”).
- 2 Batalion Pancerny zmobilizował jednostkę:
  - 101 Kompania Czołgów Rozpoznawczych przydzielona do 10. Brygady Kawalerii (Armia „Kraków”).
- 4 Batalion Pancerny zmobilizował jednostki:
  - Szwadron Czołgów Rozpoznawczych nr 91 przydzielony do 91. Dywizjonu Pancernego Nowogródzkiej Brygady Kawalerii (Armia „Modlin”).
  - 91 Samodzielna Kompania Czołgów Rozpoznawczych przydzielona do 10. Dywizji Piechoty (Armia „Łódź”).
  - 92 Samodzielna Kompania Czołgów Rozpoznawczych przydzielona również do 10. Dywizji Piechoty (Armia „Łódź”).
- 5 Batalion Pancerny zmobilizował jednostki:
  - Szwadron Czołgów Rozpoznawczych nr 51 przydzielony do 51. Dywizjonu Pancernego Krakowskiej Brygady Kawalerii (Armia „Kraków”).
  - 51 Samodzielna Kompania Czołgów Rozpoznawczych przydzielona do 21. Dywizji Piechoty Górskiej (Armia „Kraków”).
  - 52 Samodzielna Kompania Czołgów Rozpoznawczych przydzielona do Grupy Operacyjnej „Śląsk” (Armia „Kraków”).
- 8 Batalion Pancerny zmobilizował jednostki:
  - Szwadron Czołgów Rozpoznawczych nr 81 przydzielony do 81. Dywizjonu Pancernego Pomorskiej Brygady Kawalerii (Armia „Pomorze”).
  - 81 Samodzielna Kompania Czołgów Rozpoznawczych przydzielona do 15. Dywizji Piechoty (Armia „Pomorze”).
  - 82 Samodzielna Kompania Czołgów Rozpoznawczych przydzielona do 26. Dywizji Piechoty (Armia „Poznań”).
- 10 Batalion Pancerny zmobilizował jednostki:
  - 41 Samodzielna Kompania Czołgów Rozpoznawczych przydzielona do 30. Dywizji Piechoty (Armia „Łódź”).
  - 42 Samodzielna Kompania Czołgów Rozpoznawczych przydzielona do Kresowej Brygady Kawalerii (Armia „Łódź”).

Ponadto Centrum Wyszkolenia Broni Pancernych w Modlinie zmobilizowało:
- Szwadron Czołgów Rozpoznawczych nr 11 przydzielony do 11. Dywizjonu Pancernego Mazowieckiej Brygady Kawalerii (Armia „Modlin”).
- Kompania Czołgów Rozpoznawczych Dowództwa Obrony Warszawy.

Wszystkie mobilizowane kompanie i szwadrony miały na wyposażeniu po 13 tankietek. Wyjątkiem była kompania przydzielona Dowództwu Obrony Warszawy, gdzie znajdowało się 11 czołgów.
W 1939 roku na wyposażeniu Wojska Polskiego znajdowało się ok. 470 tankietek TK-3 i TKS. Podczas kampanii wrześniowej tankietki wykorzystywano głównie do zadań rozpoznawczych i patrolowych. Wykorzystywano je również do wspierania atakującej kawalerii i piechoty, a także do osłony wycofujących się jednostek.
Tankietki TK-3 z 71 Dywizjonu Pancernego wzięły także udział w starciu z czołgami niemieckimi pod Pociechą w Puszczy Kampinoskiej. Uzbrojone w karabiny maszynowe pojazdy pełniły jednak tylko wsparcie dla czołgu TKS z działkiem kal. 20 mm.

### Inni użytkownicy
Po zakończeniu kampanii wrześniowej tankietki TK-3 oraz TKS dostały się w ręce Niemców, a także Węgrów.

#### III Rzesza
Już w trakcie kampanii wrześniowej Niemcy prowadzili akcję zabezpieczania i dalszej ewakuacji zdobytych w Polsce wozów bojowych. Były to zarówno pojazdy uszkodzone, jak i porzucone podczas odwrotu np. z braku paliwa. Część pojazdów nie wymagała remontów, dlatego też kilka tankietek wcielono do Wehrmachtu już we wrześniu 1939 roku.
Centralny punkt naprawy tankietek umieszczono w Tomaszowie Mazowieckim. Tam kierowano uszkodzone pojazdy oraz części i podzespoły wywiezione z zakładów Ursusa w Czechowicach oraz zdobytych magazynów. Wyremontowane tankietki TK-3 przyjęto następnie na wyposażenie Wehrmachtu pod oznaczeniem PzKpfw TK(p). Dokładna liczba wcielonych tankietek jest nieznana i trudna do ustalenia. Można przyjąć, że ogółem do armii niemieckiej trafiło ponad 100 pojazdów TK-3 i TKS. Polskie tankietki używano w działaniach antypartyzanckich oraz jako ciągniki i w tej postaci przetrwały do końca wojny. Tankietki będące w służbie niemieckiej często przezbrajano w broń niemiecką.

#### Węgry
19 września 1939 roku resztki 10 Brygady Kawalerii przekroczyły granicę polsko-węgierską. W chwili przekraczania granicy na wyposażeniu brygady znajdowała się pewna liczba tankietek TK-3, TKF i TKS (według danych węgierskich ok. 14 pojazdów). Na terenie Węgier jednostka została internowana. 22 września przekazano Węgrom m.in. 9 tankietek TK-3/TKF.
Zimą 1939/1940 przeprowadzono remonty pojazdów i tankietki skierowano do jednostek szkolnych oraz żandarmerii, gdzie wykorzystywano je razem z tankietkami 35M. Tankietki TK-3/TKF w armii węgierskiej otrzymały następujące numery rejestracyjne: 1H-382, 1H-383, 1H-384, 1H-385, 1H-386, 1H-388, 1H-392 i 1H-395. W marcu 1944 roku jedna węgierska tankietka TKF została zdobyta przez partyzantów jugosłowiańskich.

## Zachowane egzemplarze

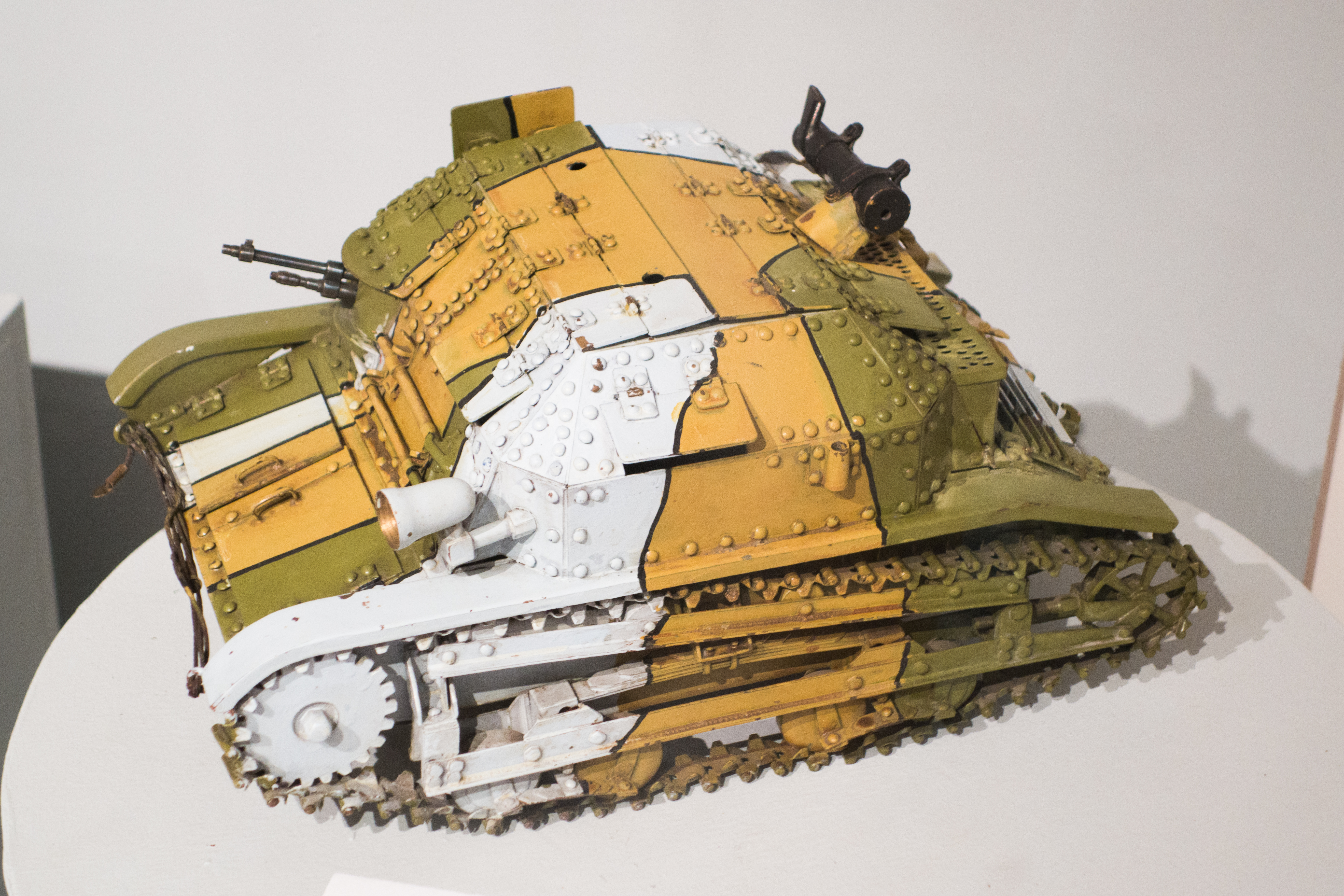
Model tankietki TK-3 wykonany w 1936 roku z blachy stalowej eksponowany na wystawie w Muzeum Polskiej Techniki Wojskowej. Uwagę zwraca układ kamuflażu, stosowany na sprzęcie pancernym do 1936 roku. Do jego wykonania użyto oryginalnych farb, stosowanych przy malowaniu sprzętu pancernego.

W prywatnej kolekcji polskiego przedsiębiorcy Adama Rudnickiego znajduje się jeden w pełni sprawny egzemplarz tankietki TK-3. Pojazd ten odnaleziono w roku 2005 we Francji, następnie sprowadzono go do Polski. W roku 2008 trafił do zakładu Panzerprojekt Grzegorza Klimczaka, gdzie przywrócono go do stanu jezdnego.
Ponadto w muzeum w Belgradzie znajduje się egzemplarz tankietki TKF. Pojazd ten był jedną z tankietek, które po kampanii wrześniowej trafiły do armii węgierskiej. Wspomniany pojazd w marcu 1944 roku został zdobyty przez jugosłowiańskich partyzantów w Sencie.